# موريس ماكديرموت
موريس ماكديرموت (بالإنجليزية: Maurice McDermott)‏ (21 فبراير 1923 في المملكة المتحدة - 9 فبراير 1988 في المملكة المتحدة) هو لاعب كرة قدم بريطاني (وحمل سابقاً جنسية المملكة المتحدة لبريطانيا العظمى وأيرلندا) في مركز الظهير. لعب مع نادي سندرلاند ونادي يورك سيتي وAnnfield Plain F.C. ‏ وConsett A.F.C. ‏.